# حدود اتربرگ
حدود اتربرگ (Atterberg Limits) یک معیار اساسی برای سنجش میزان رطوبت خاک ریزدانه است. بر اساس این معیار سه حد برای مقدار رطوبت موجود در خاک تعریف می‌شود: حد انقباض (SL)، حد خمیری و حد روانی. خاکهای ریزدانه بر اساس مقدار آب جذب شده توسط آنها حالتهای مختلفی به خود می‌گیرند. این سه حد، مرز میان چهار حالت رفتار خاک که عبارتنداز: سفت (جامد) و نیمه سفت (نیمه جامد) و خمیر (پلاستیک) و مایع (روان)، می‌باشند. حدود اتر برگ اولین بار توسط شیمیدان سوئدی، آلبرت اتربرگ مطرح شدند و سپس توسط آرتور کاساگرانده در قالب مقاله‌ای در سال ۱۹۳۲ در مکانیک خاک استانداردسازی شدند.

## تعیین حدود اتربرگ
برای به دست آوردن حدود اتربرگ پیش از هر کاری خاک را از الک نمره ۴۰ عبور می‌دهیم چرا که این حدود برای خاک‌های با اندازه بزرگتر تعریف نمی‌شود.

### حد انقباض (SL)
«حد انقباض» کم کاربردترین حد از حدود اتربرگ است. این مقدار در واقع مقدار رطوبتی است که خاک با از دست دادن مقدار بیشتر از آن کاهش حجمی نخواهد داشت.

### حد خمیری (PL)
درصد رطوبتی که در آن نقطه خاک از حالت نیمه سفت به حالت خمیر در می‌آید را «حد خمیری» می‌گویند. برای به دست آوردن حد خمیری چنین عمل می‌کنند که ابتدا خاک مرطوب را با دست و روی شیشه به صورت فتیله‌های درآورده تا ضخامت این فتیله‌ها به ۳٫۲ میلیمتر باشد و باید فتیله‌ها دارای ترک‌های طولی (نه پیچشی) باشند این کار تا به دست آمدن فتیله‌ای به ضخامت ۳٫۲ میلیمتر ادامه می‌دهند. سپس می‌توان درصد رطوبت این فتیله را به دست آورد این مقدار رطوبت همان حد خمیری خواهد بود.

### حد روانی (LL)

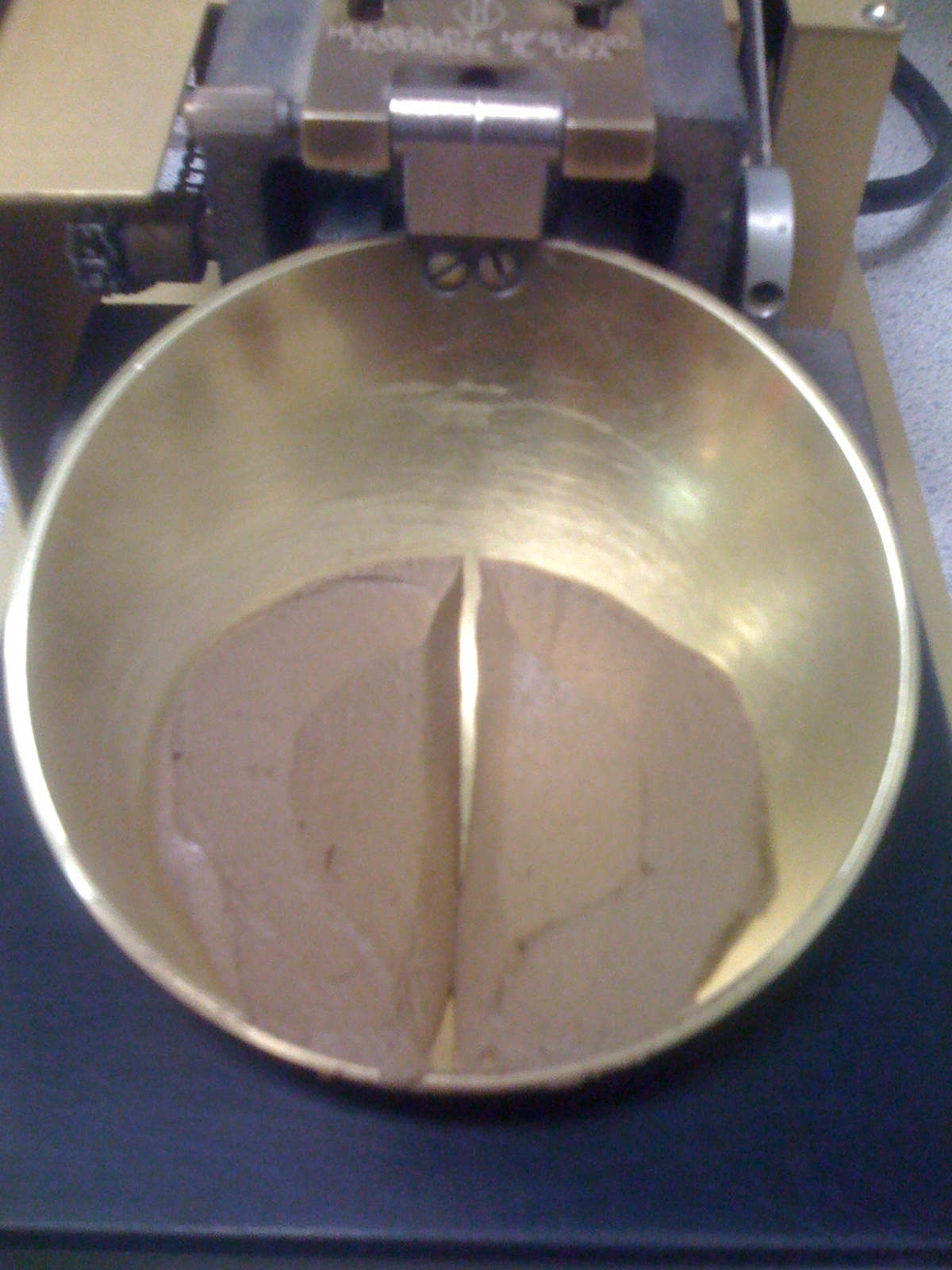
جام کاساگرانده محتوی خاک

برای به دست آوردن «حد روانی» از آزمایش تعیین حد روانی (جام کاساگرانده) استفاده می‌شود. ابتدا داخل کاسه دستگاه کاساگرانده (Casagrande Cup) را از خاک پر کرده (به مقدار ۲/۳ ارتفاع جام) و بعد با شیار زن یک شیار روی خاک مرطوب ایجاد کرده و هندل دستگاه را به حرکت درمی‌آوریم. در هر بار کاسه دستگاه به مقدار یک سانتیمتر بالا رفته و در برگشت ضربه ای به خاک وارد می‌کند و هر ضربه معادل ۱gr/cm² تنش برشی به خاک وارد می‌کند.

## اهمیت آزمایش حد روانی
اهمیت این آزمایش در طبقه‌بندی خاکها می‌باشد زیرا عدد حد روانی (LL) یکی از اعداد تعیین‌کننده در طبقه‌بندی می‌باشد.